# ژوراسیک پیشین
| سامانه  | ردیف  | اشکوب      | میلیون سال  |
| ------- | ----- | ---------- | ----------- |
| کرتاسه  | پیشین | بریاسین    | → پیش از آن |
| ژوراسیک | پسین  | تیتونین    | ۱۴۵٫۰–۱۵۲٫۱ |
| ژوراسیک | پسین  | کیمریجین   | ۱۵۲٫۱–۱۵۷٫۳ |
| ژوراسیک | پسین  | آکسفوردین  | ۱۵۷٫۳–۱۶۳٫۵ |
| ژوراسیک | میانه | کالووین    | ۱۶۳٫۵–۱۶۶٫۱ |
| ژوراسیک | میانه | باتونین    | ۱۶۶٫۱–۱۶۸٫۳ |
| ژوراسیک | میانه | باجوسین    | ۱۶۸٫۳–۱۷۰٫۳ |
| ژوراسیک | میانه | آلنین      | ۱۷۰٫۳–۱۷۴٫۱ |
| ژوراسیک | پیشین | توآرسین    | ۱۷۴٫۱–۱۸۲٫۷ |
| ژوراسیک | پیشین | پلینسباخین | ۱۸۲٫۷–۱۹۰٫۸ |
| ژوراسیک | پیشین | سینمورین   | ۱۹۰٫۸–۱۹۹٫۳ |
| ژوراسیک | پیشین | هتانجین    | ۱۹۹٫۳–۲۰۱٫۳ |
| تریاس   | پسین  | راتین      | → پس از آن  |

دور ژوراسیک پیشین (انگلیسی: Early Jurassic) که در گاه‌چینه‌شناسی برابر با ردیف ژوراسیک زیرین (انگلیسی: Lower Jurassic) است، قدیمی‌ترین دور از دورهای سه‌گانه دوره ژوراسیک به‌شمار می‌رود. ژوراسیک پیشین بلافاصله پس از رویداد انقراض تریاسه-ژوراسیک در ۱۹۹,۶ میلیون سال پیش آغاز شده و با آغاز ژوراسیک میانه در ۱۷۵,۶ میلیون سال پیش پایان می‌یابد. سنگ‌های مشخصی با سن این دور در اروپا لیاس خوانده می‌شد و بر همین اساس نام لیاس در قرن نوزدهم برای اشاره به این دوره به‌کار می‌رفت.